# Mijen (plaats in Demak)
Mijen is een bestuurslaag in het regentschap Demak van de provincie Midden-Java, Indonesië. Mijen telt 3609 inwoners (volkstelling 2010).